# Penn Ar Bed-Pays d’Iroise
La Penn Ar Bed-Pays d’Iroise est une course cycliste française disputée annuellement dans le Pays d'Iroise, en Bretagne. Créée en 1986, cette compétition est réservée aux cyclistes de catégorie junior (moins de 19 ans),. Elle se déroule sur plusieurs étapes depuis 2017. 
L'édition 2020 est annulée en raison du contexte sanitaire lié à la pandémie de Covid-19,. En 2023, la course intègre le calendrier international de l'UCI. Elle accueille désormais un plateau relativement cosmopolite, composé d'équipes françaises mais aussi étrangères. 

## Palmarès
| Année | Vainqueur          | Deuxième            | Troisième           |
| ----- | ------------------ | ------------------- | ------------------- |
| 1986  | Ludo Fernandez     |                     |                     |
| 1987  | Franck Lécuyer     |                     |                     |
| 1988  | Fabrice Blévin     |                     |                     |
| 1989  | Bruno Redondo      |                     |                     |
| 1990  | Laurent Drouin     |                     |                     |
| 1991  | Stéphane Le Cossec |                     |                     |
| 1992  | Pascal Le Jeune    |                     |                     |
| 1993  | Ronan Kervoal      |                     |                     |
| 1994  | James Canévet      |                     |                     |
| 1995  | Pierre-Yves Riou   |                     |                     |
| 1996  | Éric Duteil        |                     |                     |
| 1997  | Mickaël Léal       |                     |                     |
| 1998  | Éric Berthou       | Christophe Le Mével | Tanguy Simier       |
| 1999  | Benoît Busson      | Franck Santillan    | Frédéric Beaudemont |
| 2000  | Anthony Presse     | Mathieu Maréchal    | Marc Lancelot       |
| 2001  | Yannick Piriou     | Jean-Marc Bideau    | Mathieu Riou        |
| 2002  | Arnaud Gérard      | Stéphane Beaumont   | Sylvain Cheval      |
| 2003  | Guillaume Le Floch | Stéphane Poulhiès   | Yannick Marié       |
| 2004  | Vincent Rouxel     | Maxime Hardy        | Élie Geffroy        |
| 2005  | Matthieu Jeannès   | Jean-Vincent Tanguy | Cyril Gautier       |
| 2006  | Mathieu Halléguen  | Gaël Le Bellec      | Julien Tréhin       |
| 2007  | Jérôme Cousin      | Gwénaël Simon       | Nicolas Tocqué      |
| 2008  | Julien Lamour      | Maxime Ménez        |                     |
| 2009  | Damien Tymen       | Thomas Le Boucher   | Julien Kerbiriou    |
| 2010  | Olivier Le Gac     | Jordann Le Gal      | Anthony Mira        |
| 2011  | Olivier Le Gac     | Ronan Tassel        | Quentin Le Gall     |
| 2012  | Élie Gesbert       | Quentin Le Gall     | Fabien Rolland      |
| 2013  | Normann Latouche   | Axel Journiaux      | Franck Bonnamour    |
| 2014  | Léo Danès          | Charlie Robin       | Florian Barket      |
| 2015  | Marvin Baudoin     | Gaëtan Manchec      | Romain Pommelet     |
| 2016  | Antoine Benoist    | Alexandre Gallais   | Kylian Bouvier      |
| 2017  | Gauthier Maertens  | Erwann Guenneugues  | Jordan Jegat        |
| 2018  | Axel Laurance      | Nicolas Silliau     | Pierre Benech       |
| 2019  | Thibault D'Hervez  | Ewen Costiou        | Mathis Le Berre     |
| 2020  | annulé             | annulé              | annulé              |
| 2021  | Julian Cariou      | Hugo Legras         | Edgar Laurensot     |
| 2022  | Senne Debucke      | Hans Rullier        | Tyler Desmet        |
| 2023  | Seth Dunwoody      | Patrick Casey       | Rune Duflo          |
| 2024  | Paul Thierry       | Noah Streif         | Roei Edinger        |
| 2025  | Luc Royer          | Thibaut van Damme   | Alex Doltaire       |